# Amphigomphus somnuki
Amphigomphus somnuki là loài chuồn chuồn trong họ Gomphidae. Loài này được Hämäläinen miêu tả khoa học đầu tiên năm 1996.